# Oren Lawi
Oren Lawi (hebr. אורן לביא, ang. Oren Lavie; ur. 1976 w Tel Awiwie) – izraelski muzyk, kompozytor, wokalista, piosenkarz, gitarzysta, pianista, dramaturg, reżyser teatralny.

## Życiorys
Młodość spędził w Izraelu. W 1997 jego sztuce zatytułowanej Sticks and Wheels przyznano nagrodę główną w konkursie Festiwalu Teatralnego w Akce. Sztukę tę wystawiano później w teatrach Tel Awiwu przez 1998 rok. W tym samym roku rozpoczął studia na prestiżowej London Academy of Music and Dramatic Art (LAMDA). Gdy ukończył studia, dwie jego sztuki były wystawiane na deskach teatrów w Londynie.
W 2001 roku przeniósł się do Nowego Jorku, gdzie skoncentrował się na pisaniu piosenek. Ze zgromadzonym materiałem udał się w 2003 do Berlina, gdzie rozpoczął nagrania, pracując jako swój własny producent. Jego pierwszy album zatytułowany The Opposite Side of the Sea został ukończony w 2006 r. i wydany w Europie w styczniu i lutym 2007.
Inspiruje się twórczością Toma Waitsa, Jacques’a Brela i Leonarda Cohena. W jego utworach zawsze pojawia się dźwięk fortepianu lub gitary i jego śpiew, wzbogacony często o partie smyczkowe (wiolonczelę solo, kwartet, orkiestrę kameralną) i inne, głównie nieelektroniczne instrumenty, co nadaje jego piosenkom charakterystyczny styl i brzmienie.

## Dyskografia
- 2007 – The Opposite Side of the Sea
- 2008 – ścieżka dźwiękowa do filmu Opowieści z Narnii: Książę Kaspian – piosenka "A Dance 'Round the Memory Tree"
- 2017 – Bedroom Crimes

## Dzieła teatralne
- 1997 – Sticks and Wheels (premiera: Festiwal w Akce, Izrael)
- 1999 – Lighting the Day (premiera: Bridewell Theatre, London Stage Company)
- 2000 – Bridges and Harmonies (premiera: Bridewell Theatre, London Stage Company)
- 2006 – The Empty Princess (niem. Die Prinzessin mit dem Loch im Bauch) (premiera: 25 maja 2007 r., Staatstheater Oldenburg)

Pierwsze trzy z wymienionych sztuk sam wyreżyserował.